# Внешняя политика Маршалловых Островов
Внешняя политика Маршалловых Островов — общий курс Маршалловых Островов в международных делах. Внешняя политика регулирует отношения Маршалловых Островов с другими государствами. Реализацией этой политики занимается министерство иностранных дел Маршалловых Островов.

## История
Республика Маршалловы Острова установила двусторонние дипломатические отношения примерно со 105 государствами. Региональное сотрудничество осуществляется через членство в различных региональных и международных организациях и является ключевым элементом внешней политики.
Маршалловы Острова стали членом Организации Объединённых Наций 17 сентября 1991 года. У Маршалловых островов есть посольства в США, Фиджи, Южной Корее, Японии и Китайской Республике (Тайвань). У них также есть консульства в Гонолулу на Гавайях и в Спрингдейле в Арканзасе.
В мае 2005 года президент Китайской Республики Чэнь Шуйбянь стал первым главой иностранного государства, посетившим Маршалловы Острова с официальным визитом.
В июне 2020 года Маршалловы Острова открыто выступили против Закона о защите национальной безопасности Гонконга.

## Установление дипломатических отношений

Внешняя политика Маршалловых Островов

Список стран, установивших дипломатические отношения с Маршалловыми Островами:
1. США — 21 октября 1986 года;
2. Федеративные Штаты Микронезии — 26 февраля 1987 года;
3. Австралия — 8 июля 1987 года;
4. Израиль — 16 сентября 1987 года;
5. Фиджи — 22 января 1988 года;
6. Кирибати — 4 июня 1988 года;
7. Новая Зеландия — 17 июня 1988 года;
8. Филиппины — 15 сентября 1988 года;
9. Папуа — Новая Гвинея — 21 сентября 1988 года;
10. Япония — 9 декабря 1988 года;
11. Чили — 25 января 1990 года;
12. Соломоновы Острова — 23 мая 1990 года;
13. Вануату — 1 августа 1990 года;
14. Тувалу — 14 сентября 1990 года;
15. Самоа — 22 октября 1990 года;
16. Науру — 22 февраля 1991 года;
17. Республика Корея — 16 марта 1991 года;
18. Германия — 23 сентября 1991 года;
19. Перу — 14 ноября 1991 года;
20. Кипр — 17 ноября 1991 года;
21. Мальдивы — 16 декабря 1991 года;
22. Польша — 17 декабря 1991 года;
23. Испания — 17 декабря 1991 года;
24. Великобритания — 2 февраля 1992 года;
25. Швеция — 12 февраля 1992 года;
26. Греция — 14 февраля 1992 года;
27. Египет — 2 мая 1992 года;
28. Вьетнам — 1 июня 1992 года;
29. Коста-Рика — 15 июня 1992 года;
30. Колумбия — 5 августа 1992 года;
31. Россия — 6 августа 1992 года;
32. Сингапур — 28 августа 1992 года;
33. Дания — 17 сентября 1992 года;
34. Норвегия — 18 октября 1992 года;
35. Словения — 19 октября 1992 года;
36. Сент-Люсия — 1992[4];
37. Исландия — 25 января 1993 года;
38. Финляндия — 26 января 1993 года;
39. Мексика — 28 января 1993 года;
40. Сент-Винсент и Гренадины — 28 января 1993 года;
41. Сейшельские Острова — 2 февраля 1993 года;
42. Малайзия — 4 января 1993 / 4 июня 1993 года;
43. Франция — 19 февраля 1993 года;
44. Австрия — 1 марта 1993 года;
45. Нидерланды — 2 марта 1993 года;
46. Барбадос — 23 марта 1993 года;
47. Аргентина — 23 апреля 1993 года;
48. Белиз — 30 апреля 1993 года;
49. Индонезия — 21 мая 1993 года;
50. Люксембург — 20 июля 1993 года;
51. Италия — 24 сентября 1993 года;
52. Таиланд — 29 октября 1993 года;
53. Мальта — 8 февраля 1994 года;
54. Ватикан — 30 декабря 1994 года;
55. Португалия — 10 февраля 1995 года;
56. Андорра — 23 февраля 1995 года;
57. Кувейт — 27 сентября 1995 года;
58. Украина — 22 декабря 1995 года;
59. Кабо-Верде — 1 декабря 1995 года;
60. Бруней — 17 января 1996 года;
61. ЮАР — 17 января 1996 года;
62. Румыния — 29 января 1996 года;
63. Бельгия — 29 мая 1996 года;
64. Туркменистан — 8 октября 1996 года;
65. Маврикий — 23 октября 1996 года;
66. Индия — 21 февраля 1997 года;
67. Канада — 14 августа 1997 года;
68. Палау — 1 августа 1998 года;
69. Китайская Республика — 20 ноября 1998 года;
70. Словакия — 29 января 1999 года;
71. Мальтийский орден — 3 мая 2002 года;
72. Швейцария — 22 января 2003 года;
73. Северная Македония — 27 февраля 2003 года;
74. Турция — 11 апреля 2008 года;
75. Чехия — 30 апреля 2009 года;
76. Уругвай — 2 декабря 2009 года;
77. Азербайджан — 18 февраля 2010 года;
78. Грузия — 18 февраля 2010 года;
79. Таджикистан — 18 февраля 2010 года;
80. ОАЭ — 3 июня 2010 года;
81. Бразилия — 27 июля 2010 года[5];
82. Марокко — 13 сентября 2010 года[6];
83. Эстония — 12 июля 2013 года[7];
84. Острова Кука — 3 сентября 2013 года[8];
85. Косово — 24 октября 2013 года;
86. Монголия — 23 мая 2015 года[9];
87. Куба — 28 сентября 2015 года[10];
88. Монако — 29 сентября 2015 года[9];
89. Кыргызстан — 23 декабря 2016 года[11]
90. Камбоджа — 20 января 2017 года[12];
91. Мьянма — 21 апреля 2017 года[13];
92. Гватемала — 20 июля 2017 года[14];
93. Сальвадор — 23 сентября 2017 года[15];
94. Сент-Китс и Невис — 18 декабря 2018 года[16];
95. Казахстан — 12 февраля 2019 года[9];
96. Эсватини — 15 апреля 2019 года[17];
97. Никарагуа — 13 июня 2019 года[18];
98. Босния и Герцеговина — 23 сентября 2019 года[19];
99. Доминиканская Республика — 23 сентября 2019 года[20];
100. Хорватия — 24 сентября 2019 года[21];
101. Эквадор — 24 сентября 2019 года[22];
102. Гондурас — 24 сентября 2019 года[23];
103. Лихтенштейн — 24 сентября 2019 года[24];
104. Литва — 24 сентября 2019 года[25];
105. Восточный Тимор — 25 сентября 2019 года[26];
106. Алжир — 26 сентября 2019 года[27];
107. Ливан — 26 сентября 2019 года[28];
108. Парагвай — 26 сентября 2019 года[29];
109. Венгрия — 27 сентября 2019 года[30].

## Двусторонние отношения
| Государство      | Установление отношений | Примечания |
| ---------------- | ---------------------- | --- |
| Индия            | апрель 1995 года       | Индийско-маршалловские отношения Согласно данным министерства иностранных дел правительства Индии, дипломатические отношения с Республикой Маршалловы Острова установлены в апреле 1995 года. Помощь в целях развития от Индии включала в себя грант в размере 100 000 долларов США в июне 2008 года на проект солнечного уличного освещения в столице Маджуро и предоставление 5 стипендий ITEC в ноябре 2010 года. Маршалловы Острова поддерживали важные для Индии вопросы, в частности, кандидатуру Индии на членство в международных организациях и на непостоянное членство в Совете Безопасности ООН на период 2011—2012 годов. В настоящее время на Маршалловых Островах проживает около 10 граждан Индии. |
| Израиль          | 1987 год               | Израильско-маршалловские отношения |
| Косово           | 17 апреля 2008 года    | Косовско-маршалловские отношения Маршалловы Острова официально признали независимость Республики Косово 17 апреля 2008 года. Республика Косово и Маршалловы Острова установили дипломатические отношения 27 октября 2013 года. |
| Микронезия       |                        | Маршалловско-микронезийские отношения Маршалловы Острова и Федеративные Штаты Микронезии поддерживают отношения на очень высоком уровне: государства подписали Договор о свободной ассоциации с США. |
| Мексика          | 28 января 1993 года    | Маршалловско-мексиканские отношения - Маршалловы Острова не имеют дипломатического представительства в Мексике. - Интересы Мексики на Маршалловых Островах представлены через посольство в Маниле на Филиппинах; |
| Палау            |                        | Маршалловско-палауские отношения Маршалловы Острова и Палау поддерживают отношения на очень высоком уровне: государства подписали Договор о свободной ассоциации с США. |
| Республика Корея | 1991-03-16             | Установление дипломатических отношений между Маршалловыми Островами и Республикой Корея состоялось 16 марта 1991 года. |
| Испания          |                        | Ранее Маршалловы Острова были частью Испанской Ост-Индии. - Маршалловы Острова не имеют дипломатических представительств в Испании. - Интересы Испании на Маршалловых Островах представлены через посольство в Маниле на Филиппинах. |
| Турция           | 9 апреля 2008 года     | - Турецкий посол в Канберее (Австралия) также представляет интересы страны на Маршалловых Островах. - Маршалловы Острова имеют почётное консульство в Стамбуле. - Объём товарооборота между двумя странами в 2018 году был незначительным. |
| США              |                        | Американо-маршалловские отношения Маршалловы Острова и США поддерживают прочные и стабильные отношения в рамках Договора о свободной ассоциации. США несут полную ответственность за оборону страны, оказание финансовой помощи и социальных услуг. США предоставляют медицинские услуги, безопасность и свободу передвижения между гражданами США, Американского Самоа и жителями Маршалловых Островов. В международной политике Маршалловы Острова часто голосовали вместе с США в отношении резолюций Генеральной Ассамблеи Организации Объединённых Наций. - Маршалловы Острова имеют посольство в Вашингтоне и консульства в Гонолулу и Спрингдейле. - США содержат посольство в Маджуро.                     |